# 白濱町
白濱町（日语：／ Shirahama chō */?）是位於日本和歌山縣南部沿海的行政區劃，轄內的白濱溫泉為日本三古湯之一，為和歌山縣內著名的溫泉區；由於在千葉縣過去也有一個白濱町（已於2006年合併為南房總市），在千葉縣的白濱町內也同樣有個名為「白濱溫泉」的溫泉區，因此為了區隔兩地，此地通常會加上代表「紀伊國之南」意思的「南紀」，稱為南紀白濱，而轄內的白濱溫泉區也被稱為南紀白濱溫泉。

## 人口
| 白濱町人口分布圖 |                                               |  |
| 白濱町與日本全國年齡別人口分布比較圖 （2005年資料） | 白濱町的年齡、男女別人口分布圖 （2005年資料） |  |
| ■紫色是白濱町 ■綠色是全国 | ■藍色是男性 ■紅色是女性                       |  |
| 白濱町人口變化 \| 1970年 \| 26,612人 \| \| \| 1975年 \| 26,617人 \| \| \| 1980年 \| 26,002人 \| \| \| 1985年 \| 25,264人 \| \| \| 1990年 \| 24,737人 \| \| \| 1995年 \| 24,916人 \| \| \| 2000年 \| 24,563人 \| \| \| 2005年 \| 23,642人 \| \| \| 2010年 \| 22,696人 \| \| \| 2015年 \| 21,533人 \| \| \| 2020年 \| 20,262人 \| \| |                                               |  |
| 資料來源：日本總務省統計中心提供之人口普查數據 |                                               |  |
| 1970年 | 26,612人                                      |  |
| 1975年 | 26,617人                                      |  |
| 1980年 | 26,002人                                      |  |
| 1985年 | 25,264人                                      |  |
| 1990年 | 24,737人                                      |  |
| 1995年 | 24,916人                                      |  |
| 2000年 | 24,563人                                      |  |
| 2005年 | 23,642人                                      |  |
| 2010年 | 22,696人                                      |  |
| 2015年 | 21,533人                                      |  |
| 2020年 | 20,262人                                      |  |

## 歷史
過去在令制國時代屬於紀伊國牟婁郡，在日本書紀曾紀載在7世紀末至8世紀初期間齊明天皇、持統天皇、文武天皇曾先後來到白濱溫泉，在萬葉集收錄的詩歌中，也曾稱其為「牟婁之湯」。
江戶時代後成為紀州藩及紀州德川家御附家老安藤氏的紀伊田邊藩領地，在此時期的紀伊續風土記中也紀載了白濱溫泉是從領主到平民都喜歡的溫泉區，在當時已有大量的溫泉旅舍。
19世紀末明治維新後，這些區域曾先後隸屬和歌山縣和田邊縣，直到1871年的第一次府縣整併後，才全數劃入和歌山縣。
1889年日本實施町村制後，將白濱溫泉所在的村落設置為瀨戶鉛山村的行政區劃，同時現在的白濱町轄區在當時還分屬川添村、日置村、三舞村、東富田村、西富田村、南富田村、北富田村其他七個行政區劃。
瀨戶鉛山村在1940年升格為町時同時改名為白濱町，並在1955年先將南富田村併入，同時西富田村則併入田邊市；在1956年東富田村和北富田村合併為富田村，日置村、川添村和三舞村則合併為日置川町。不過在1958年富田村以及已併入田邊是的原本西富田村區域一同併入白濱町，白濱町的轄區從原本的白濱溫泉周邊一口氣往東擴張到富田川下游區域。
2006年白濱町再與日置川町合併為現在的白濱町，白濱町的轄區再往東擴張到日置川流域。

### 變遷表
| 1889年4月1日 | 1889年 - 1912年 | 1912年 - 1944年                 | 1945年 - 1954年                 | 1955年 - 1989年                 | 1955年 - 1989年              | 1955年 - 1989年              | 1989年 - 現在                | 現在                         |
| ------------ | --------------- | ------------------------------- | ------------------------------- | ------------------------------- | ---------------------------- | ---------------------------- | ---------------------------- | ---------------------------- |
| 三舞村       | 三舞村          | 三舞村                          | 三舞村                          | 1955年3月31日 併入周參見町      | 1955年3月31日 合併為周參見町 | 1955年3月31日 合併為周參見町 | 1955年3月31日 合併為周參見町 | 1955年3月31日 合併為周參見町 |
| 三舞村       | 三舞村          | 三舞村                          | 三舞村                          | 三舞村                          | 1956年7月1日 合併為日置川町  | 1956年7月1日 合併為日置川町  | 2006年3月1日 合併為白濱町    | 2006年3月1日 合併為白濱町    |
| 川添村       |                 |                                 |                                 |                                 | 1956年7月1日 合併為日置川町  | 1956年7月1日 合併為日置川町  | 2006年3月1日 合併為白濱町    | 2006年3月1日 合併為白濱町    |
| 日置村       | 日置村          | 1924年2月11日 改制為日置町      | 1924年2月11日 改制為日置町      | 1924年2月11日 改制為日置町      | 1956年7月1日 合併為日置川町  | 1956年7月1日 合併為日置川町  | 2006年3月1日 合併為白濱町    | 2006年3月1日 合併為白濱町    |
| 瀨戶鉛山村   | 瀨戶鉛山村      | 1940年3月1日 改制並改名為白濱町 | 1940年3月1日 改制並改名為白濱町 | 1940年3月1日 改制並改名為白濱町 | 白濱町                       | 白濱町                       | 2006年3月1日 合併為白濱町    | 2006年3月1日 合併為白濱町    |
| 南富田村     | 南富田村        | 南富田村                        | 南富田村                        | 1955年3月15日 併入白濱町        | 白濱町                       | 白濱町                       | 2006年3月1日 合併為白濱町    | 2006年3月1日 合併為白濱町    |
| 東富田村     | 東富田村        | 東富田村                        | 東富田村                        | 東富田村                        | 1956年9月30日 合併為富田村   | 1958年7月1日 併入白濱町      | 2006年3月1日 合併為白濱町    | 2006年3月1日 合併為白濱町    |
| 北富田村     |                 |                                 |                                 |                                 | 1956年9月30日 合併為富田村   | 1958年7月1日 併入白濱町      | 2006年3月1日 合併為白濱町    | 2006年3月1日 合併為白濱町    |
| 西富田村     | 西富田村        | 西富田村                        | 西富田村                        | 1955年3月15日 併入田邊市        | 1955年3月15日 併入田邊市     | 1958年7月1日 併入白濱町      | 2006年3月1日 合併為白濱町    | 2006年3月1日 合併為白濱町    |

## 交通

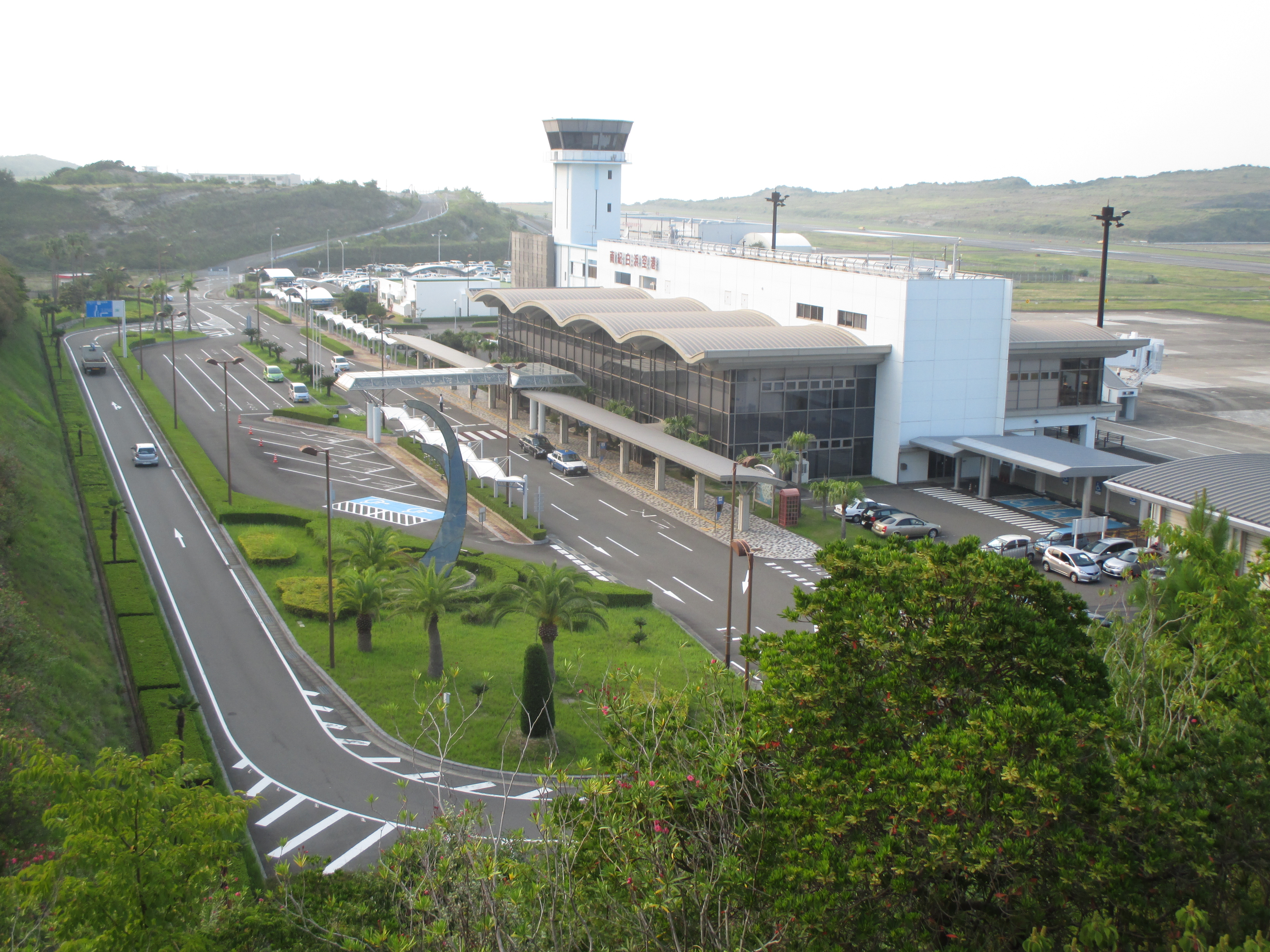
南紀白濱機場

鐵路西日本旅客鐵道紀勢本線及高速公路紀勢自動車道大致以西北-東南方向穿過白濱町內包括白濱、富田、樁、日置的主要聚落，此外在主要市區旁還有和歌山縣內唯一的機場－南紀白濱機場，過去曾開設自東京、大阪、名古屋往返的定期航班，但目前僅剩下每天三班次往返東京國際機場的定期航班。
町內的客運路線主要由明光巴士所經營，同時也有往返田邊市的路線。

### 鐵路
- 西日本旅客鐵道
  - 紀勢本線：（←周參見町） - 紀伊日置車站 - 椿車站 - 紀伊富田車站 - 白濱車站 - （上富田町→）

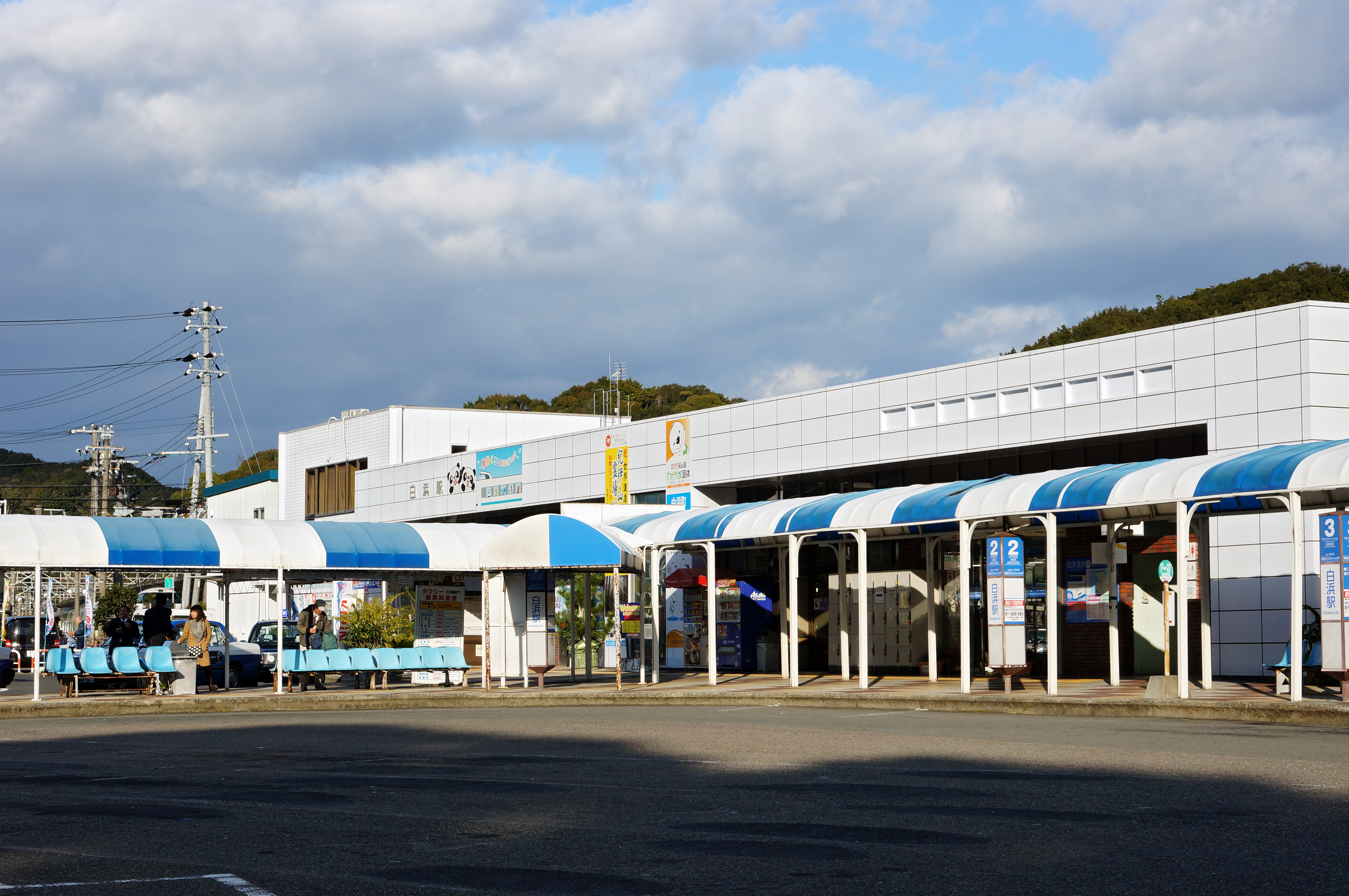
白濱車站
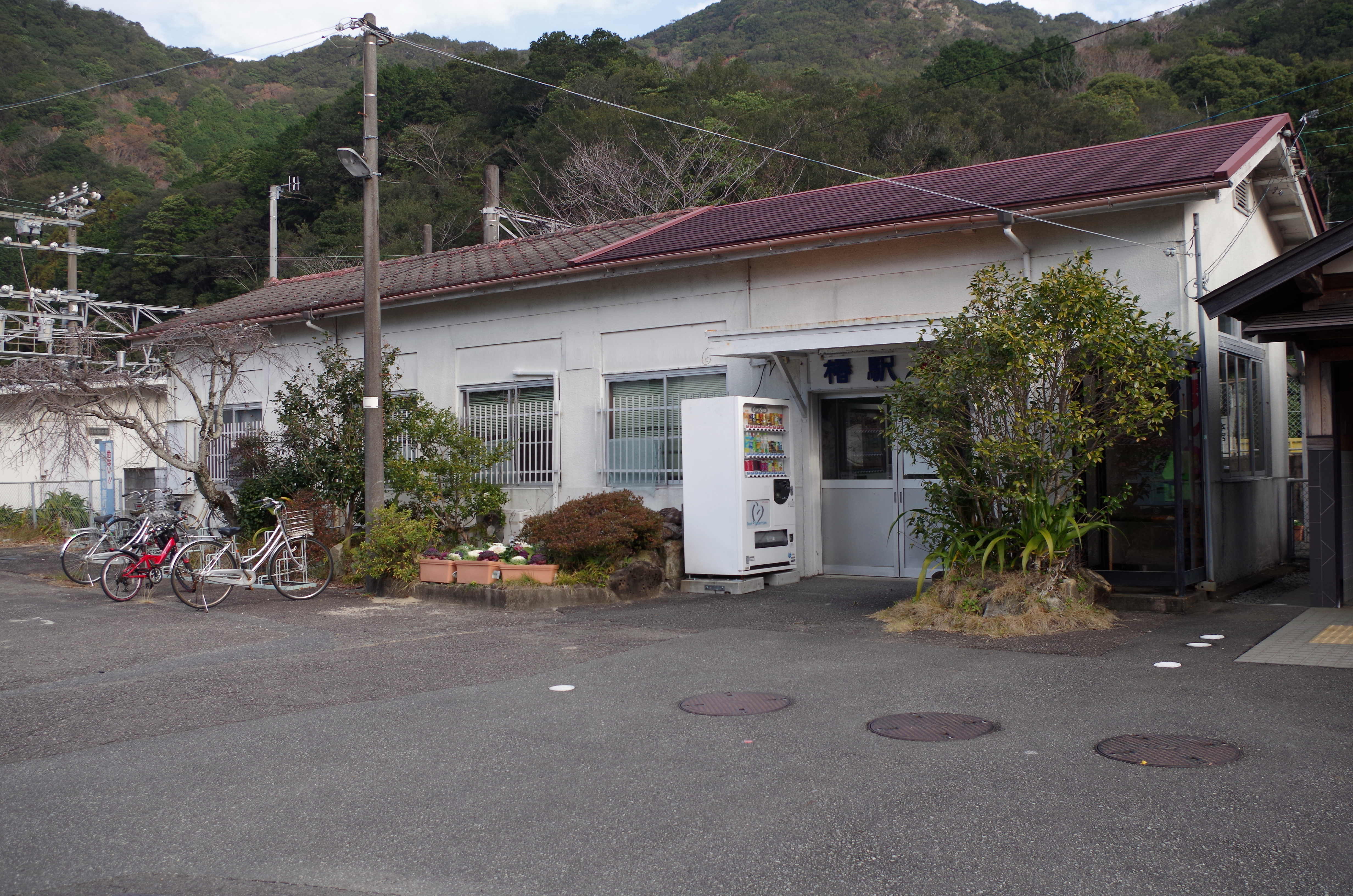
椿車站

### 公路
高速公路
- 紀勢自動車道：（上富田町） - 南紀白濱交流道 - 日置川交流道 - （周參見町）

## 觀光資源
由於黑潮流經海岸外，除了全年氣候溫暖，夏季可在白濱海中展望塔或白濱海底觀光船內直接看到海中的熱帶魚；陸地上有日本三古湯之一的南紀白濱溫泉，及被稱為白濱溫泉奧座敷的椿溫泉，在白濱溫泉附近的以其石英砂的白色海灘而著名的白良濱，以海蝕海岸地形被列為國家名勝的圓月島、千疊敷、三段壁。再加上結合野生動物園、水族館和遊樂園的冒險大世界（設有成都大熊猫繁育研究基地合作設施），以科學教育為主題的白濱能量樂園，京都大學附屬的京都大學白濱水族館，使得白濱全年都有大量來自近畿地方的觀光客。

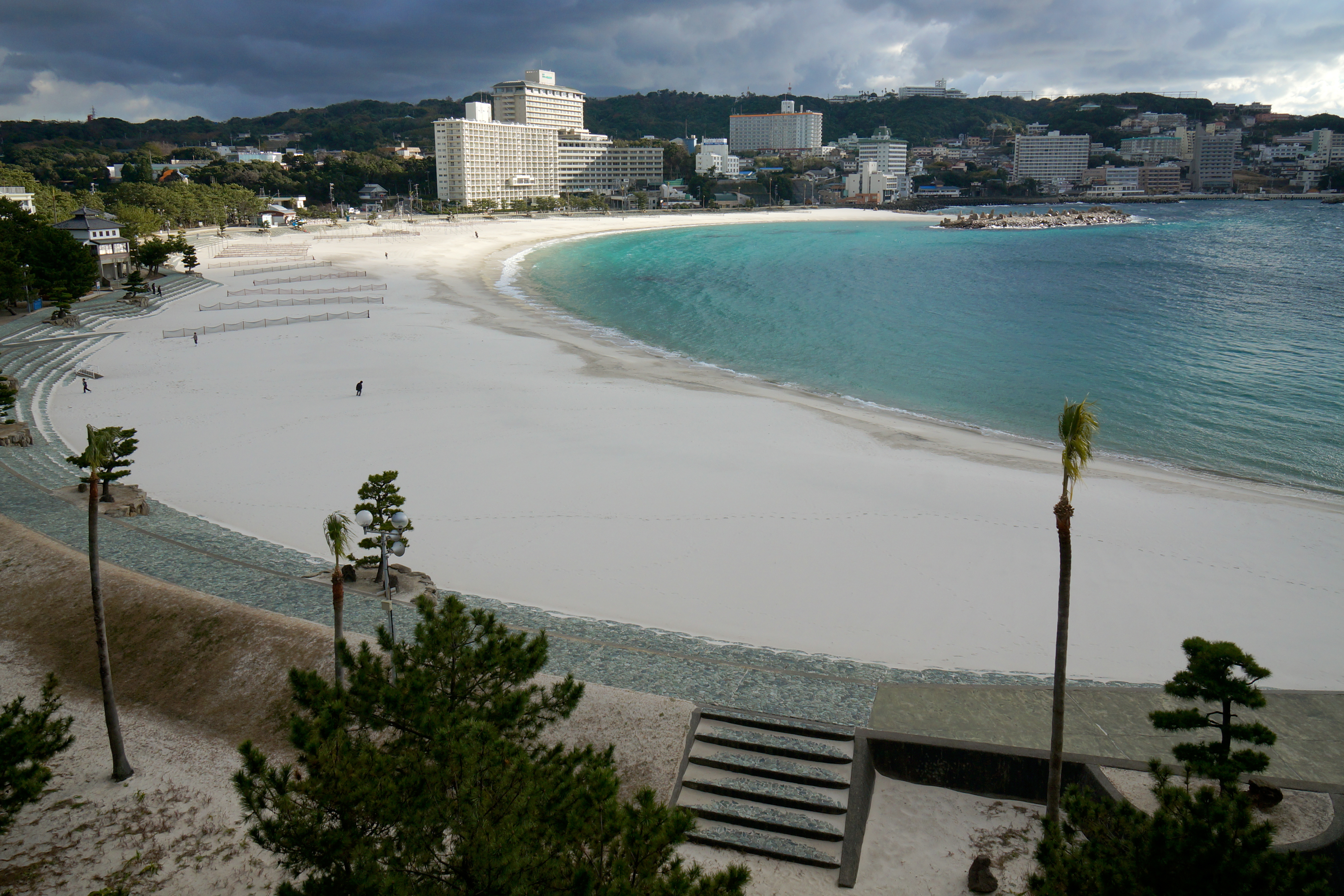
白良濱
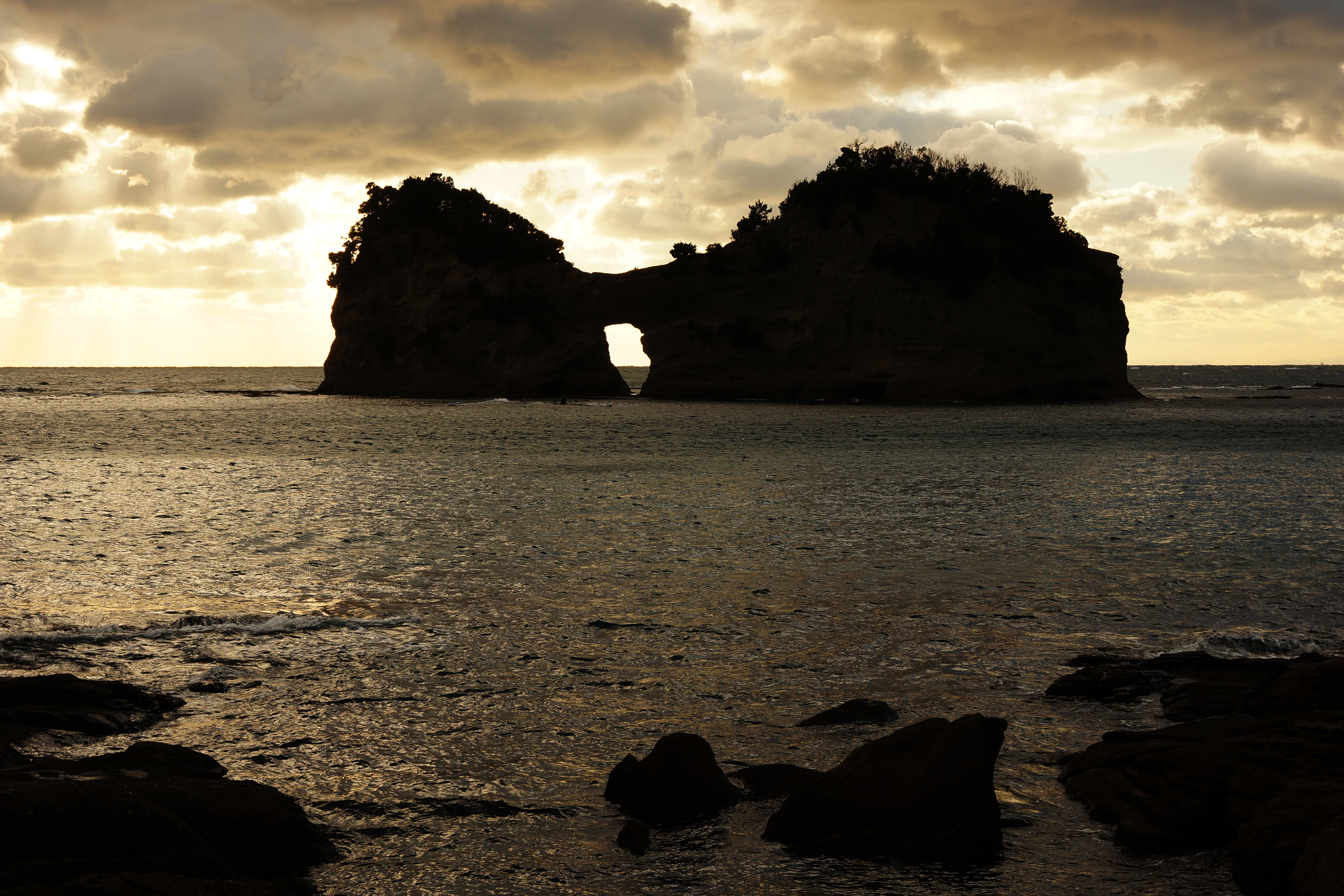
圓月島
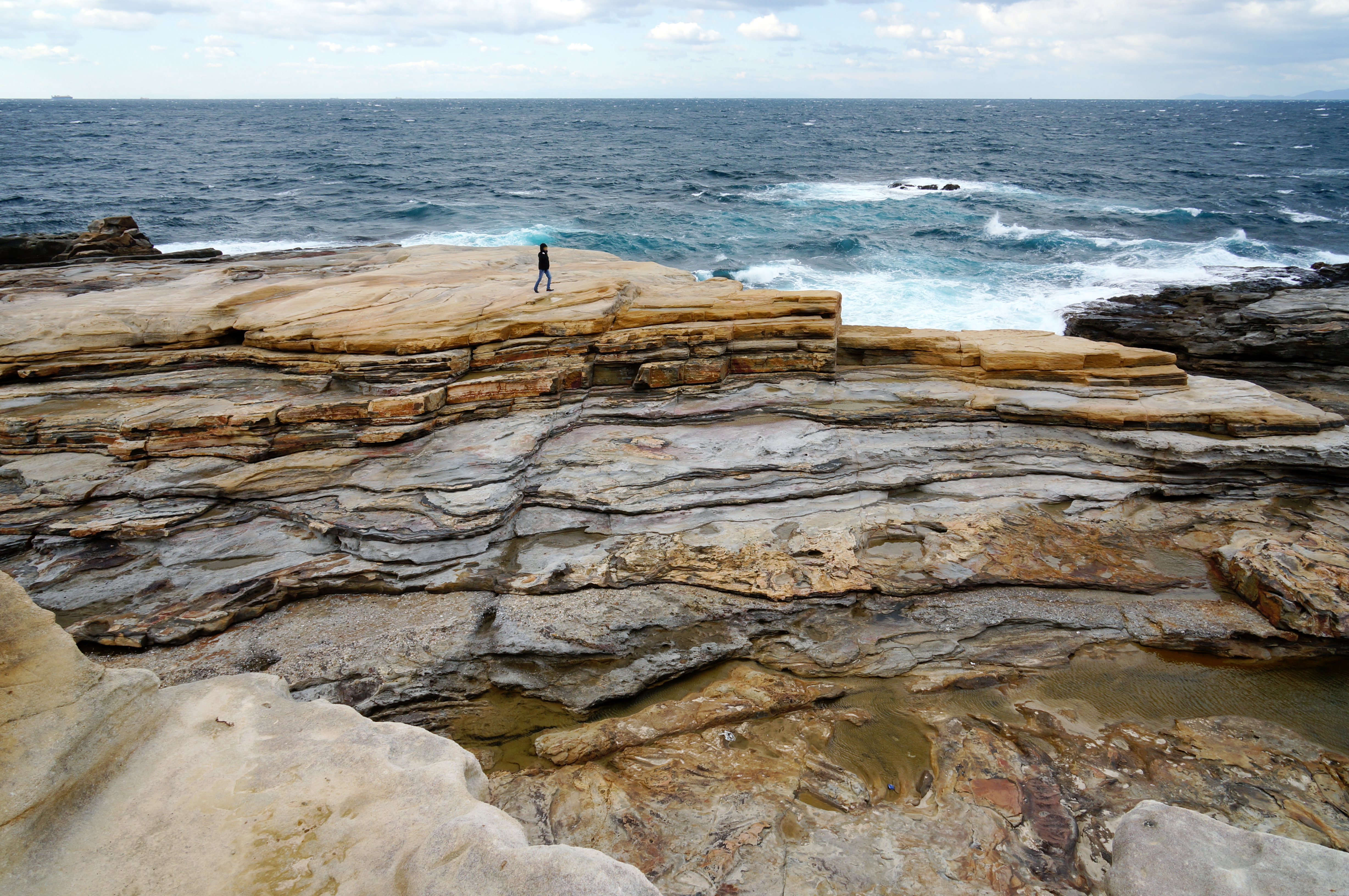
千疊敷
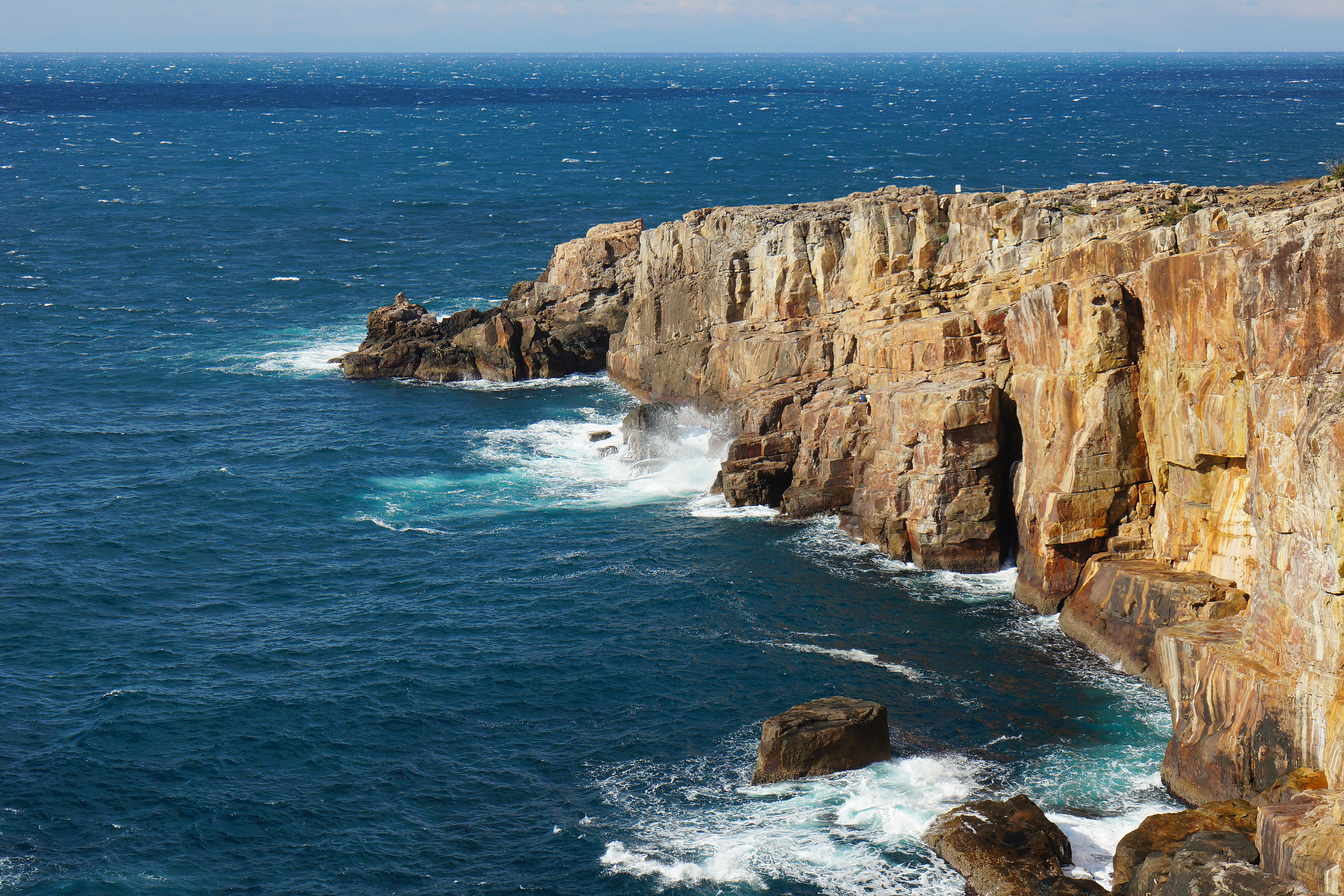
三段壁
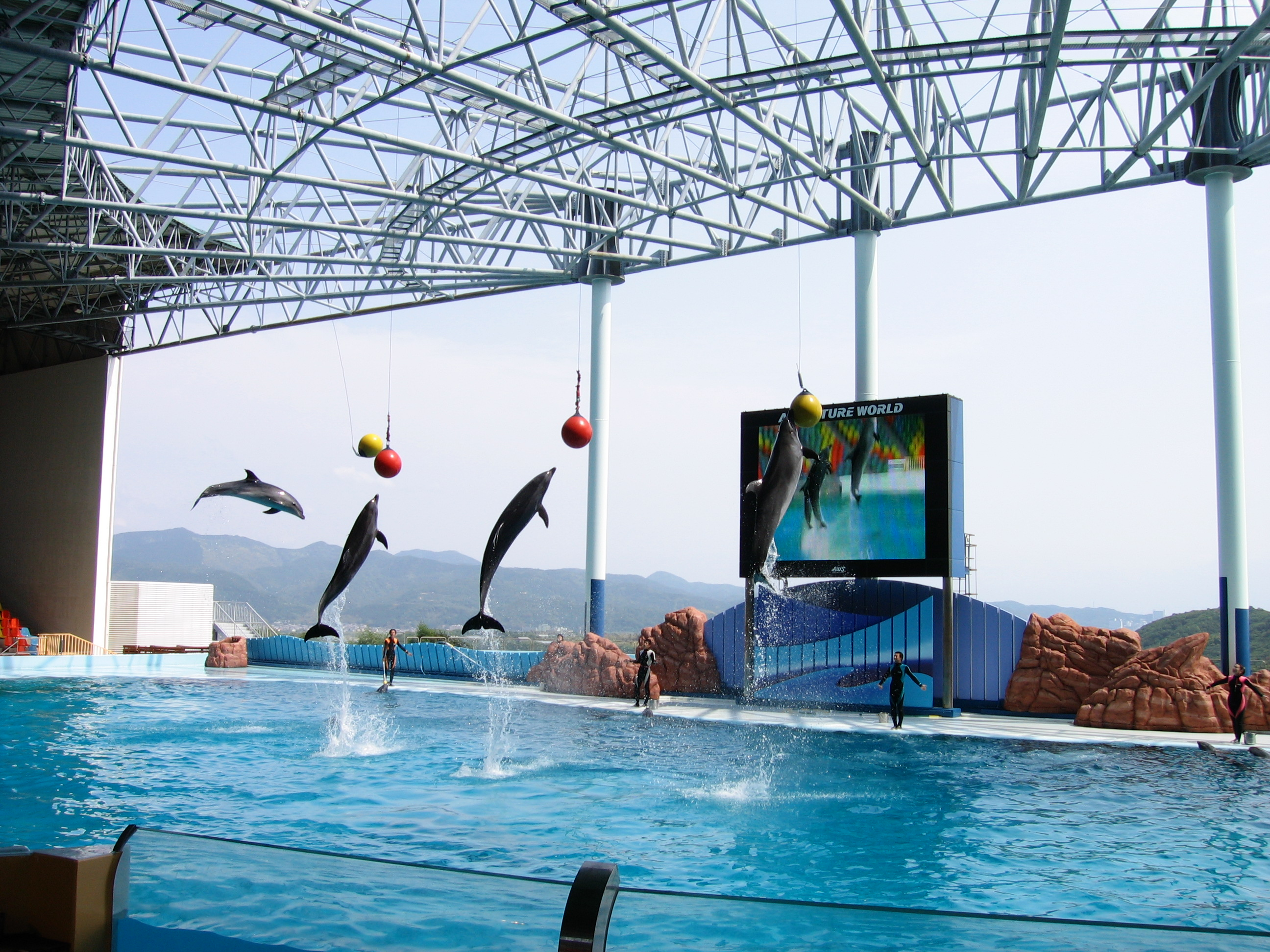
冒險大世界內的海豚表演

## 教育
京都大學白濱水族館最初原為京都大學於1922年在此設立的理學部附屬瀨戶臨海研究所，1930年利用研究所內的水槽室開設附屬水族館對外開放。

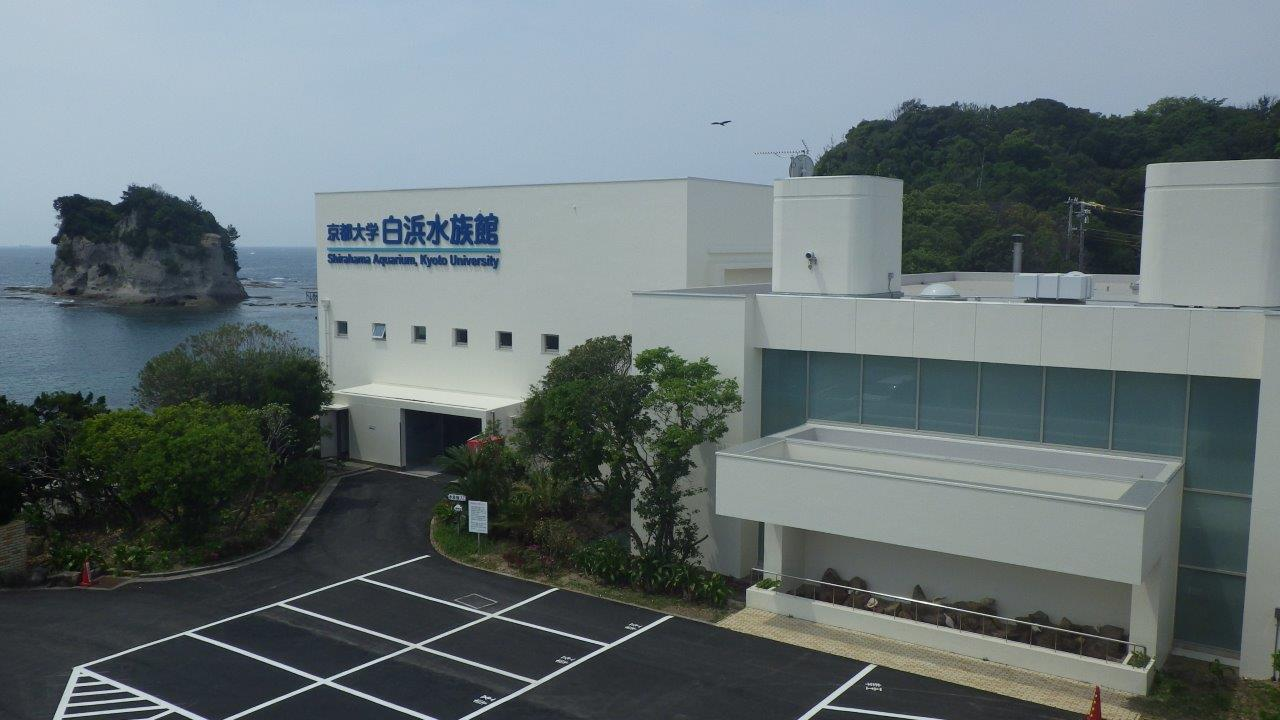
京都大學白濱水族館

近畿大学的水產研究所在此也設有白濱實驗場，研究人工養殖鮪魚的技術，而後大學水產研究所設立的初創企業A-marine近大也設於此，並進行商業化養殖近大鮪魚。

## 姊妹、友好城市

### 海外
- 果川市（韓國京畿道）
- 威基基海灘（美國夏威夷州檀香山）
白濱町的主要景點白良濱和檀香山的威基基海灘於2000年締結為友好姉妹海灘。

## 外部連結
- （日語） 南紀白濱觀光指引 （页面存档备份，存于）
- （日語） 南紀白濱觀光局 （页面存档备份，存于）
  - （繁體中文） 南紀白濱 （页面存档备份，存于）
  - （简体中文） 南紀白濱 （页面存档备份，存于）
- （日語） 白濱町的Facebook專頁
- （日語） 南紀白濱觀光局的Facebook專頁
- （日語） YouTube上的南紀白濱觀光局頻道